# L'africana
L'Africana (titolo originale L'Africaine, in tedesco Die Afrikanerin) è un'opera lirica drammatica in cinque atti, musicata da Giacomo Meyerbeer (1791 – 1864) su libretto di Eugène Scribe (1791 – 1861). 
Fu rappresentata con successo per la prima volta postuma il 28 aprile 1865 all'Opéra di Parigi, poi completata e rivista dal compositore belga François-Joseph Fétis con il baritono Jean-Baptiste Faure come Nelusko, ed eseguita in tale versione alla presenza dell'imperatore Napoleone III di Francia).
Il libretto fu commissionato a Scribe da Meyerbeer già nel 1837, ma il compositore abbandonò presto il lavoro per seguire altri progetti. Ripreso nel 1841, fu nuovamente abbandonato e poi ripreso, fino alla svolta del 1850: Meyerbeer di lì a un anno preparò la stesura preliminare della nuova opera, intitolata Vasco de Gama; dopo l'ennesima revisione di Scribe il progetto si arrestò nuovamente per ricominciare tra il 1856 e il 1857.
Nel 1861, con la morte di Scribe, Meyerbeer fece i necessari aggiustamenti con l'attrice e autrice teatrale Charlotte Birch-Pfeiffer. La morte lo sorprese ad opera quasi conclusa.

## Trama

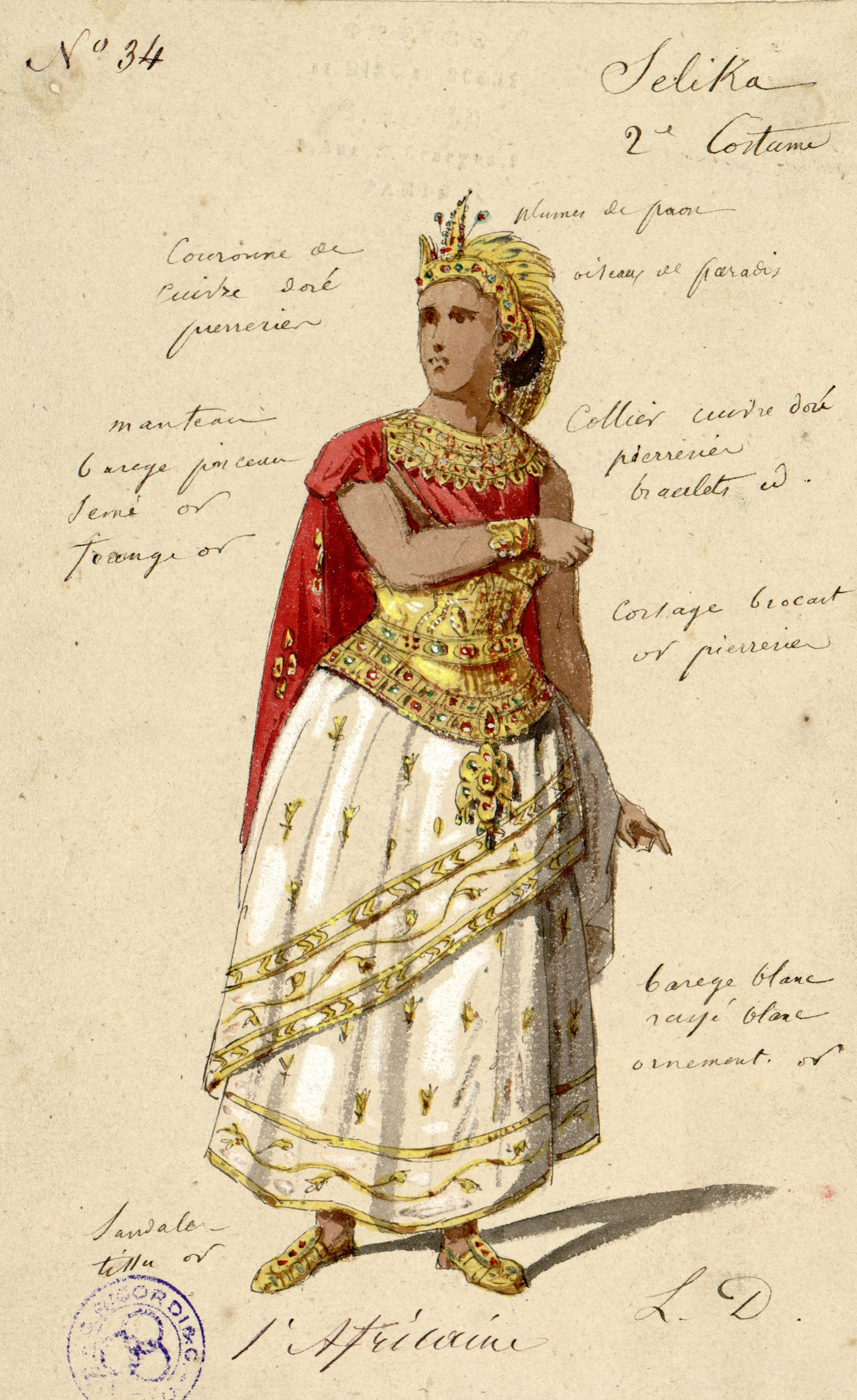
Selika (mezzosoprano), figurino per L'Africana (1865).
Archivio Storico Ricordi

L'azione ha luogo agli inizi del XVI secolo. A Lisbona si svolge un Consiglio della Corona, composto dall'ammiraglio don Diego, dal nobiluomo Alvaro, dal grande Inquisitore, da vescovi e nobili e presieduto dal potente don Pedro. L'ordine del giorno è la conquista di nuovi territori d'oltremare per il regno del Portogallo.
Incombe sul consiglio la sfortunata spedizione verso il Capo delle Tempeste (divenuto poi Capo di Buona Speranza), diretta dall'ammiraglio Bartolomeo Diaz, conclusasi con un naufragio. Inaspettatamente si apprende che vi è un superstite, Vasco de Gama, del quale è innamorata Inés, figlia dell'ammiraglio don Diego, che lo riteneva ormai morto.
Vasco viene invitato a parlare in consiglio. Questi perora caldamente l'invio a una seconda spedizione, illustrando le possibilità di conquista di terre favolose, perciò riprova delle sue affermazioni presenta due schiavi catturati durante la spedizione del Diaz e scampati anch'essi alla cattiva sorte: Sélika, regina di una popolazione indigena e il suo servo Nélusko.
Ma il consiglio non solo respinge le proposte di de Gama, ma lo fa addirittura imprigionare con i suoi due schiavi. In prigione Sélika, che si è nel frattempo innamorata di Vasco, si offre, in cambio del suo amore, di condurre il navigatore alle terre agognate, delle quali è regina. Tutto ciò con gran scorno di Nélusko, innamorato della sua regina, che medita vendetta. Ne ha l'occasione allorché Inés ottiene la scarcerazione di Vasco, il quale dimentica l'indigena per la sua antica fiamma.
Tuttavia l'ammiraglio don Diego ha promesso la figlia Inés al potente don Pedro il quale, impossessatosi delle carte nautiche del de Gama, ha armato un veliero con lo scopo di doppiare per primo il Capo delle Tempeste e conquistarsi così la gloria. Sul veliero sono imbarcati anche Inés, Sélika e il vendicativo Nélusko che, all'approssimarsi della grande prova, prega il dio del mare affinché faccia affondare l'imbarcazione. Don Pedro e Nélusko restano tuttavia entrambi delusi al comparire di un altro veliero portoghese, comandato da Vasco de Gama che ha già doppiato il capo (e lo ha pure ribattezzato Capo di Buona Speranza) e che giunge ad offrir loro aiuto.
Don Pedro ordina ai suoi di eliminare l'intruso ma interviene Sélika in sua difesa minacciando di uccidere Inés: Vasco ha salva la vita ma Sélika viene condannata a morte.
Improvvisamente sopraggiunge un'orda di indiani che attaccano i portoghesi e li massacrano, riconoscendo poi in Sélika la loro regina. Durante le celebrazioni di festa per il ritorno della regina, gli indiani scoprono che un portoghese è scampato al massacro: Vasco de Gama. Per salvarlo Sélika giura che egli è suo sposo, invitando Nélusko a testimoniare la veridicità della sua affermazione: il povero servo, combattuto fra amore e gelosia finisce con l'assecondare obtorto collo la sua regina. Ma Inés, che era stata risparmiata, da un drammatico colloquio con Sélika nel palazzo reale si rende conto che non può opporsi all'amore dei due portoghesi e quindi ordina che vengano imbarcati entrambi affinché possano tornare in patria.
Affacciatasi da un promontorio, la sfortunata Sélika scorge l'amato andarsene definitivamente, quindi si toglie la vita annusando i fiori di un albero velenoso locale, il manzanillo.

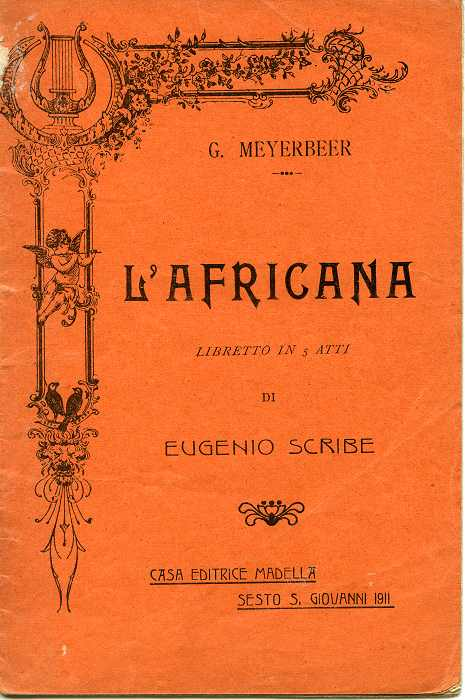
Libretto del 1911 dell'opera
"L'Africana".

## Osservazioni
L'incongruenza fra il titolo e la vicenda (Sélika è indiana, non africana) deriva dal susseguirsi di interventi sul libretto originario, che prevedeva che la vicenda fosse incentrata su uno sconosciuto navigatore spagnolo ed ambientata nella Spagna di Filippo III: il navigatore, diretto nelle Americhe, avrebbe fatto naufragio sulle coste africane incontrandovi Sélika e Nélusko. Successivi rimaneggiamenti finirono col far perdere coerenza fra titolo e trama.